# حفل توزيع جوائز الأوسكار الثامن والثلاثون
حفل توزيع جوائز الأوسكار الثامن والثلاثون (بالإنجليزية: 38th Academy Awards)‏ هو حدث نظمته أكاديمية فنون وعلوم الصور المتحركة لتكريم أفضل الأفلام لسنة 1965. أقيم الحفل بتاريخ 18 أبريل، 1966 في قاعة عرض سانتا مونيكا المدنية في سانتا مونيكا، كاليفورنيا. قامت شبكة هيئة الإذاعة الأمريكية ببثّ الحفل، وقدّمه بوب هوب. في هذه الدورة، فاز فيلم صوت الموسيقى بجائزة أفضل فيلم، وحاز الممثّل لي مارفين على جائزة أفضل ممثّل، ونالت الممثلة جولي كرستي جائزة أفضل ممثّلةٍ، وكانت جائزة الأوسكار لأفضل مخرج من نصيب المخرج روبرت وايز.
أكثر الأفلام ترشيحاً للحصول على جوائز كان فيلم دكتور جيفاغو وفيلم صوت الموسيقى حيث تلقّينَ 10 ترشيحات، وكُنّ كذلك أكثرها فوزاً حيث فاز كلٌّ منهما بـ 5 جوائز.

## الجوائز
- جائزة أفضل فيلم:

صوت الموسيقى
- جائزة أفضل مخرج:

روبرت وايز
- جائزة أفضل ممثّل:

لي مارفين
- جائزة أفضل ممثّلة:

جولي كرستي
- جائزة أفضل ممثّل مساعد:

مارتن بالسوم
- جائزة أفضل ممثّلة مساعدة:

شيلي وينترز
- جائزة أفضل سيناريو مقتبس:

دكتور جيفاغو
- جائزة أفضل موسيقى تصويريّة:

دكتور جيفاغو وصوت الموسيقى
- جائزة أفضل تأثيرات بصريّة:

كرة الرعد
- جائزة أفضل خلط أصوات:

صوت الموسيقى

## وصلات خارجية
- حفل توزيع جوائز الأوسكار الثامن والثلاثون على موقع IMDb (الإنجليزية)
- حفل توزيع جوائز الأوسكار الثامن والثلاثون على موقع ميوزك برينز (الإنجليزية)
- الموقع الرسمي لجوائز الأكاديمية.
- الموقع الرسمي لأكاديمية فنون وعلوم الصور المتحركة.
- قناة جوائز الأوسكار على موقع يوتيوب (تُديره أكاديمية فنون وعلوم الصور المتحركة).
- مقتطفات فيديو من أكاديمية فنون وعلوم الصور المتحركة.